# Melanie Seeger
Pour les articles homonymes, voir Seeger.
Melanie Seeger (née le 8 janvier 1977 à Brandebourg-sur-la-Havel) est une athlète allemande spécialiste de la marche athlétique.

## Biographie

### Palmarès
| Date | Compétition                   | Lieu                        | Résultat | Épreuve        | Performance     |
| ---- | ----------------------------- | --------------------------- | -------- | -------------- | --------------- |
| 1996 | Championnats du monde juniors | Sydney                      | 4e       | 5 000 m marche | 22 min 11 s 29  |
| 1999 | Championnats d'Europe espoirs | Göteborg                    | 3e       | 20 km marche   | 1 h 34 min 17 s |
| 2001 | Championnats du monde         | Edmonton                    | 7e       | 20 km marche   | 1 h 30 min 41 s |
| 2003 | Championnats du monde         | Paris                       | 8e       | 20 km marche   | 1 h 29 min 44 s |
| 2004 | Jeux olympiques               | Athènes                     | 5e       | 20 km marche   | 1 h 29 min 52 s |
| 2005 | Championnats du monde         | Helsinki                    | 11e      | 20 km marche   | 1 h 31 min 00 s |
| 2007 | Championnats du monde         | Osaka                       | 14e      | 20 km marche   | 1 h 35 min 30 s |
| 2008 | Jeux olympiques               | Pékin                       | 22e      | 20 km marche   | 1 h 31 min 56 s |
| 2010 | Championnats d'Europe         | Barcelone                   | 3e       | 20 km marche   | 1 h 29 min 43 s |
| 2010 | Challenge mondial de marche   | Challenge mondial de marche | 2e       | 20 km marche   | 30 pts          |
| 2011 | Challenge mondial de marche   | Challenge mondial de marche | 2e       | 20 km marche   | 10 pts          |

### Records
| Épreuve      | Performance     | Lieu     | Date       |
| ------------ | --------------- | -------- | ---------- |
| 20 km marche | 1 h 28 min 17 s | Naumburg | 2 mai 2004 |